# Saison 2 de Secrets and Lies
Chronologie
Saison 1
Cet article présente le guide des épisodes de la deuxième et dernière saison de la série télévisée américaine Secrets & Lies.

## Généralités
- Aux États-Unis, la saison a été diffusée du 25 septembre 2016 au 4 décembre 2016 sur ABC.
- Au Canada, la saison a été diffusée en simultanée sur CTV.

## Distribution

### Personnages principaux
- Juliette Lewis (VF : Vanina Pradier) : Lieutenant Andrea Cornell
- Michael Ealy (VF : Daniel Lobé) : Eric Warner
- Jordana Brewster (VF : Laëtitia Lefebvre) : Kate Warner
- Mekia Cox (VF : Fily Keita) : Amanda Warner
- Charlie Barnett (VF : Franck Lorrain) : Patrick Warner
- Kenny Johnson (VF : Damien Boisseau) : Danny
- Terry O'Quinn (VF : Michel Leroyer) : John Warner

### Personnages récurrents
- AnnaLynne McCord (VF : Aurélie Nollet) : Melanie Warner
- David James Elliott (VF : Guy Chapellier) : Major Bryant
- McNally Sagal (VF : Anne Deleuze) : May Stone
- Eric Winter (VF : Cédric Dumond) : Neil Oliver
- Presilah Nunez (VF : Sandra Valentin) : Carly Sinclair
- Brendan Hines (VF : Jean-Pierre Michael) : détective Peter Ralston
- Edwin Hodge (VF : Namakan Koné) : Dr Greg Young
- Dawn Olivieri (VF : Laurence Dourlens) : détective Felicia Sanchez
- Mark Damon Espinoza : Henry Stratman
- Jake Weber (VF : Pierre Tessier) : Dr Ethan Barrett
- Graham Phillips (VF : Maxime Beaudoin) : Liam Connors
- Rosy Rosemont (VF : Brigitte Virtudes) : Belinda Peterson
- Myles Nathaniel (VF : Jhos Lee Khan) : jeune Eric, 16 ans
- Corinne Massiah : jeune Amanda, 10 ans
- Justice Alan : jeune Patrick, 7 ans

## Épisodes

### Épisode 1:La Dernière Soirée
- États-Unis /  Canada : 25 septembre 2016 sur ABC[1] / CTV
- Belgique : 8 juillet 2017 sur Be TV

- États-Unis : 4,06 millions de téléspectateurs[2] (première diffusion)

- AnnaLynne McCord (Melanie Warner)
- Eric Winter (Neil Oliver)
- Edwin Hodge (Dr Greg Young)
- McNally Sagal (May Stone)
- Graham Phillips (Liam Connors)

### Épisode 2:Le Mari idéal
- États-Unis /  Canada : 2 octobre 2016 sur ABC / CTV
- Belgique : 8 juillet 2017 sur Be TV

- États-Unis : 3,69 millions de téléspectateurs[3] (première diffusion)

- AnnaLynne McCord (Melanie Warner)
- Eric Winter (Neil Oliver)
- David James Elliott (Major Bryant)
- McNally Sagal (May Stone)
- Carter MacIntyr (Tina Sawyer)

### Épisode 3:Le Maître-chanteur
- États-Unis /  Canada : 16 octobre 2016 sur ABC / CTV
- Belgique : 15 juillet 2017 sur Be TV

- États-Unis : 3,46 millions de téléspectateurs[4] (première diffusion)

- Eric Winter (Neil Oliver)
- McNally Sagal (May Stone)
- Romy Rosemont (Belinda Peterson)
- Graham Phillips (Liam Connors)
- Carter MacIntyre (Shane Campbell)
- Remy Nozik (Carrie-Ann)

### Épisode 4:Ne le dis à personne
- États-Unis /  Canada : 23 octobre 2016 sur ABC / CTV
- Belgique : 15 juillet 2017 sur Be TV

- États-Unis : 3,07 millions de téléspectateurs[5] (première diffusion)

- AnnaLynne McCord (Melanie Warner)
- Eric Winter (Neil Oliver)
- David James Elliott (Major Bryant)
- Edwin Hodge (Dr Greg Young)
- McNally Sagal (May Stone)
- Graham Phillips (Liam Connors)
- Brendan Hines (Detective Ralston)
- Remy Nozik (Carrie-Ann)
- Presilah Nunez (Carly Sinclair)

### Épisode 5:Une vie de mensonges
- États-Unis /  Canada : 30 octobre 2016 sur ABC / CTV
- Belgique : 22 juillet 2017 sur Be TV

- États-Unis : 2,67 millions de téléspectateurs[6] (première diffusion)

- AnnaLynne McCord (Melanie Warner)
- Eric Winter (Neil Oliver)
- Romy Rosemont (Belinda Peterson)
- David James Elliott (Major Bryant)
- Brendan Hines (Detective Ralston)
- Presilah Nunez (Carly Sinclair)
- Virginia Gardner (Rachel)
- Chelsea Field (Janice Martin)
- Rodney Rowland (Jake)
- Kasi Brown (la femme de Jake)

### Épisode 6:Charlie
- États-Unis /  Canada : 6 novembre 2016 sur ABC / CTV
- Belgique : 22 juillet 2017 sur Be TV

- États-Unis : 2,83 millions de téléspectateurs[7] (première diffusion)

- Jake Weber (Dr Ethan Barrett)
- AnnaLynne McCord (Melanie Warner)
- Romy Rosemont (Belinda Peterson)
- David James Elliot (Major Bryant)
- Edwin Hodge (Dr Greg Young)
- McNally Sagal (May Stone)
- Brendan Hines (Detective Ralston)
- Cole Bernstein (Jennifer Barrett)
- Larry Poindexter (Mark Peterson)
- Nigel Gibbs (Ivan Dale)
- Cody Longo (Charlie Peterson)

### Épisode 7:Le Clash
- États-Unis /  Canada : 13 novembre 2016 sur ABC / CTV
- Belgique : 29 juillet 2017 sur Be TV

- États-Unis : 3,18 millions de téléspectateurs[8] (première diffusion)

- Jake Weber (Dr Ethan Barrett)
- AnnaLynne McCord (Melanie Warner)
- Eric Winter (Neil Oliver)
- David James Elliott (Major Bryant)
- McNally Sagal (May Stone)
- Brendan Hines (Detective Ralston)
- Cole Bernstein (Jennifer Barrett)
- French Stewart (John Patrick)
- Mark Damon Espinoza (Henry Stratman)

### Épisode 8:L'Ami
- États-Unis /  Canada : 27 novembre 2016 sur ABC / CTV
- Belgique : 29 juillet 2017 sur Be TV

- États-Unis : 2,81 millions de téléspectateurs[9] (première diffusion)

- AnnaLynne McCord (Melanie Warner)
- Eric Winter (Neil Oliver)
- McNally Sagal (May Stone)
- Brendan Hines (Detective Ralston)
- Dawn Olivieri (Detective Felicia Sanchez)
- Presilah Nunez (Carly Sinclair)
- Mark Damon Espinoza (Henry Stratman)
- Michael Rose (Sebastian Graves)
- Isabella Crovetti-Cramp (Rachel Voss)

### Épisode 9:Double Vie
- États-Unis /  Canada : 4 décembre 2016 sur ABC / CTV
- Belgique : 5 août 2017 sur Be TV

- États-Unis : 3,42 millions de téléspectateurs[10] (première diffusion)

- David James Elliott (Major Bryant)
- Brendan Hines (Detective Ralston)
- Dawn Olivieri (Detective Felicia Sanchez)
- French Stewart (John Patrick)
- Roxanne Hart (Corinne)
- Adam Kaufman ("R.B.")

### Épisode 10:Que justice soit faite
- États-Unis /  Canada : 4 décembre 2016 sur ABC / CTV
- Belgique : 5 août 2017 sur Be TV

- États-Unis : 3,42 millions de téléspectateurs[10] (première diffusion)

- David James Elliott (Major Bryant)
- Brendan Hines (Detective Ralston)
- Dawn Olivieri (Detective Felicia Sanchez)
- Presilah Nunez (Carly Sinclair)
- Virginia Gardner (Rachel)
- Cole Bernstein (Jennifer Barrett)
- French Stewart (John Patrick)
- Michael B. Silver (ADA Ken Turk)